# Rhaphuma tenerrima
Rhaphuma tenerrima är en skalbaggsart som beskrevs av Holzschuh 1991. Rhaphuma tenerrima ingår i släktet Rhaphuma och familjen långhorningar. Inga underarter finns listade i Catalogue of Life.